# Artabotrys jacques-felicis
Artabotrys jacques-felicis este o specie de plante angiosperme din genul Artabotrys, familia Annonaceae, descrisă de François Pellegrin. Conform Catalogue of Life specia Artabotrys jacques-felicis nu are subspecii cunoscute.